# 希尔德里克一世
希尔德里克一世（440年—481年6月26日），自457或458年起任萨利昂法兰克人国王。他的名字来自法兰克语hild-“战斗”和-rik“强大”，Childericus是其拉丁文形式。他是克洛维一世的父亲。
希尔德里克一世是墨洛温王朝能够确证存在的第一位国王。文献来源和考古研究证明他既是法兰克人国王，也是罗马行省比利時高盧的总督。这是由法兰克精英统合管理日耳曼-罗马异教文化和多瑙河部落之间的一个典型例子。希尔德里克是唯一不加入阿里乌教派的日耳曼人国王，他给予当地精英和主教同样的重视。

## 背景

### 历史记载
第一部有关希尔德里克的重要记载包含在都尔主教格雷戈里写的《历史记录》中。作者试图转录并解释自己手边的记录，比如《安德卡文通志》和《圣雷米传》，这些资料现在已散佚。他的著作的真实性由此得到保障。
三个格雷戈里之前的文献提到高卢北部的政治局势。这包括沙夫主教许达提乌斯的《编年史》、公元5世纪的高卢-罗马文献《511年高卢编年史》、阿旺什主教马里乌斯所写的编年史。
还有两个补充的信息来源：《圣女日南斐法的一生》（Vita Sanctæ Genovefæ），它由圣雷米和克洛维所写，提供了有关克洛维父亲的一些信息，叙述了希尔德里克在巴黎的远征。如果这些来源是有限的，1653年发现了希尔德里克的墓，里面发掘的陈列物是优良的补充材料。

### 五世纪高卢北部的地缘政治发展

比利时行省的法兰克人——五世纪下半叶希尔德里克统治时代

希尔德里克之前，萨利克法兰克人从342年起被作为罗马帝国的盟友安插在高卢北部的托克萨德里亚，这个地方在默兹河流域，在今日马斯特里赫特和木炭森林以北。他们都是五世纪初克洛迪翁驱使的。由于罗马帝国的削弱，他们在430-435年尽量延长自己的在佛兰德平原和斯凯尔特河畔的统治地位，然后索姆河的山谷。但埃提乌斯在448来到此处，并坚持与他们待在一起。在图尔奈、阿拉斯和康布雷他们开始融合。他们的酋长成为罗马军官，领导联合部队，是罗马防线的支柱。经过墨洛维（他的存在与否无法确证）的统治，希尔德里克成为萨利克法兰克人首领。其他法兰克酋长也还存在，包括康布雷王国的君主卡拉里克。他们的第一次帮助维护罗马帝国的决定性行动是在451年对抗阿提拉。
埃提乌斯死后、希尔德里克在位期间，埃吉迪乌斯将军统帅在456-464年间巴黎盆地的罗马军队。另一名将军保罗是负责古时候的法兰克人区域、从索姆河卢瓦尔河的海上走廊。他在469年对撒克逊人的战争中阵亡。同时，狄奥多里克二世（453-466）统治的图卢兹的西哥特王国成为西欧的第一强权。他弟弟尤里克统治下，它变成一个真正的主权国家，与罗马人的同盟瓦解。征服是必要的，尤里克采取扩张政策。他的部队抵达卢瓦尔河谷，力争控制都尔。在此背景下，希尔德里克力克撒克逊人、西哥特人和阿勒曼尼人，支持罗马驻军。 他带领萨利克法兰克人帮助埃吉迪乌斯，在卢瓦尔和奥尔良的战役中遏制西哥特人和撒克逊人的扩张。他们还参与了保罗在都尔对西哥特人的战斗。470年，都尔落入了他们手中，还有洛什和昂布瓦斯。埃吉迪乌斯死后，他儿子西阿格里乌斯移至苏瓦松。之后他施压法兰克人，让他们对付西哥特人。

## 生平

希尔德里克逝世之前的高卢版图。

### 动荡的生活
格雷戈里的记载中希尔德里克第一次出场是在457年。这年希尔德里克侮辱了他的臣民的女人，导致自己被愤怒的人民废黜。他在图林根躲了8年，大概从451年开始。投奔图林根国王比西努斯后，他引诱了后者的妻子巴西娜，一有机会就把巴西娜带到自己的领地内。法兰克人再次把他推上宝座后，他娶了巴西娜。他们两人生了克洛维一世。
格雷戈里的这段描写很像民间故事或传奇，也许混合了他自己的臆造。历史的叙事是如此的巧合，当有一个图林根国王叫比西努斯（Basin），克洛维的母亲的名字就被定为巴西娜（Basine）了。

### 比利时第二行省总督
像许多其他蛮族酋长一样，希尔德里克头脑很简单，尤其是在罗马帝国的防务方面。圣雷米给克洛维的信中写道：
|  | 传言沸沸扬扬，我们都有所耳闻。你刚刚接手管理比利时第二行省。这并不稀奇，你开始了你父母所从事的事业。 |

这句话表明希尔德里克成为了比利时第二行省的民事和军事领导人，它在罗马社会是一个非常重要的地方。在信中没有提到他在其他省份（如兰斯、苏瓦松和图尔奈）的责任。作为罗马将军，他的墓葬与其地位是相称的：他的墓中发现了镀金十字胸针、罗马将军战袍、以及刻有他头像的印戒，这是皇帝才有的待遇。米歇尔·鲁什推断，希尔德里克的职位是埃吉迪乌斯亲自任命的。

### 封建国王和萨利克法兰克人的首领
希尔德里克是一个重要人物。既是封建国王，也是萨利克法兰克人的酋长。他不仅需要统治罗马的一个行省，也参加了远离其大本营的其他罗马军队的战斗。他参与罗马的政治，通过他在高卢和意大利的战斗。此外，从图林根回来后，他加入了“罗马派”，积极支持埃吉迪乌斯将军的军事行动，后者是高卢北部的另一个罗马人统治者，甚至跟他一起反抗李希梅尔。
希尔德里克和埃吉迪乌斯，与萨利克法兰克人一起，替马约里安卖命到458年，这有助于加强高卢北部法兰克人与罗马的关系。马约里安称帝后，希尔德里克和他的法兰克子民还设法驱逐里昂的勃艮第人到阿尔勒加入埃吉迪乌斯的队伍。

#### 奥尔良战役
《许达刻编年史》、511年的《高卢编年史》和阿旺什的马里乌斯的编年史都提起463年发生的三个战斗。马里乌斯确认，埃吉迪乌斯和西哥特人在奥尔良附近打了一仗：弗雷德里克的兄弟——西哥特王欧里克被杀。据511年编年史，西哥特人最终被法兰克人打败。
一个世纪之后，都尔主教格雷戈里写道Childericus Aurelianis pugnas egit（“希尔德里克在奥尔良打过仗”）。在他阅读相关记在后，格雷戈里断言若法兰克人到过这个地方，希尔德里克必然是以此处为大本营的，因为他是萨利克法兰克人的首领。这两个来源涉及一个选择：要么有两场战斗，或是希尔德里克作为 罗马将军埃吉迪乌斯的盟友率领联军。在464年埃吉迪乌斯死后，希尔德里克继续以罗马的名义捍卫高卢北部萨利克法兰克人的利益。 埃吉迪乌斯的儿子斯雅戈里乌斯，继承了他父亲在苏瓦松、桑利斯、博韦周围的权力，成为罗马当局在该地势力的新代表。

#### 围困巴黎（465年—475年），他和圣女熱納維耶芙的联系
一年后的465年，希尔德里克围困巴黎。这个情节在法兰克国王的生涯中特别难于理解，如果我们不了解圣女日南斐法的经历。后者是巴黎的行政官，对天主教相当虔诚，对圣德尼的崇拜自她开始，主张反阿里安政策。西格里乌斯一直觊觎高卢北部，开始接近阿里安西哥特。在巴黎，西格里乌斯的支持者——地道的罗马代表和法兰克人支持者之间矛盾甚深，内战一触即发。圣女熱納維耶芙祖上是法兰克起源，她很可能在拉昂约见了希尔德里克，要求他进行干预，以保护公众的生命。后者决定“封锁西格里乌斯，不允许巴黎进入公开的战争状态”，对它实行十多年的禁运，尽管圣女熱納維耶芙设法给城市获取了一些物资，这并未使这位法兰克国王不悦，他们建立了深厚的感情。十多年来，她成功地创造出一个和平区，不会偏袒冲突中任何一方。

#### 对抗撒克逊人：昂热战役（469年）
由于罗马和法兰克人的支持，罗马将军保罗对西哥特人宣战。469年，阿多瓦克里乌斯与他的撒克逊人部队威胁昂热。希尔德里克次日到达并获胜。保罗阵亡，希尔德里克占领了城市。有论者得出结论，希尔德里克与保罗并肩作战，希尔德里克是罗马的盟友。然而，Fredegaire认为保罗是被希尔德里克杀死的。现代历史学家不承认这种推断，但在这场战斗中有好些势力对抗罗马，所以这个联盟也未必成立。随后罗马开始了与原来盟军之间的战斗，另一方面继续对抗撒克逊人。希尔德里克获知卢瓦尔河谷下游的岛屿已被他们中的顽抗者所占据。Rignomer可能已经打造了从勒芒保护卢瓦尔河口防线。469年，阿摩里卡人和不列颠人在Riothame国王统领下登录卢瓦尔河下游的岛屿，估计有12万军队，援救不列颠人国王Anthemius，并试图加入代奥尔的法兰克人。 但尤里克打击了抵抗者，两天后获胜。不列颠幸存者逃亡勃艮第，尤里克围困了都尔城。

#### 与奥多亚塞结盟
476年，罗马帝国瓦解，奥多亚塞夺权，“罗马-法兰克人”同盟的统治受限，希尔德里克和埃吉迪乌斯的儿子西亚格里乌斯控制的区域发生了分化。不像西亚格里乌斯总是联络西哥特人——当时的主要强权，希尔德里克决定会见东罗马帝国皇帝芝诺认定的奥多亚塞以达成协议。订立盟约之后，奥多亚塞正式被芝诺确认为国王。希尔德里克然后带领一支远征军侵入侵意大利北部的阿拉曼，通过施普吕根和贝林佐纳。通过这种姿态，它表明他仍然忠于罗马帝国。希尔德里克，根据格雷戈里的记载，从此获得了欧洲的视角。

## 逝世
从470年起，他不再出现在各种记录中。通过研究他的墓中发现的各种铜币可以证明他于481年去世。文献记载他在6月26日死于图尔奈。

## 希尔德里克之墓

### 希尔德里克之墓的发掘

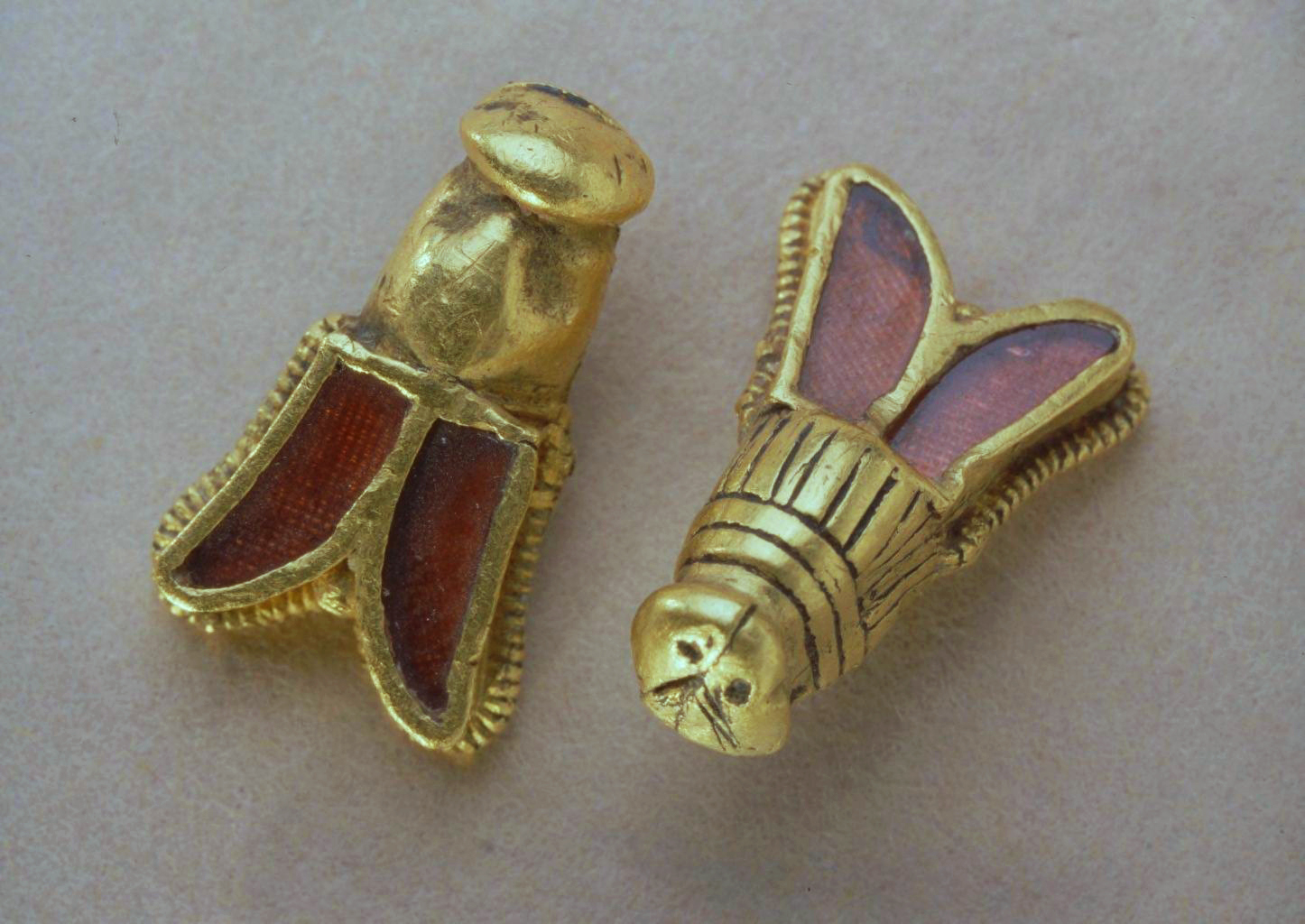
希尔德里克的金蜜蜂，头部和胸部是金的，翅膀镶嵌石榴石。以相反的方式紧扣在一起。

1653年5月27日，一名工人在图尔奈圣布莱斯教堂墓地边上拆迁一所宅邸时发现了一个地洞，内有多种珍贵的文物：一把礼仪剑、胸带、首饰黄金、镶有石榴石的掐丝珐琅、金牛头和一个写有“国王希尔德里克”（CHILDIRICI REGIS）字样的金戒指，这使得墓主身份得以识别。
同时还发现300个金蜜蜂装饰，而不是金鸢尾或金蝉。据Michel Rouche，希尔德里克在图林根的时候以金蜜蜂为装饰，那是图林根人臣属于匈人时的风俗。蚂蚱是一种昆虫，特别是地中海有大量分布，但在草原地区不存在。蜜蜂蜂王的形象象征母系氏族制。 
大公利奥波德·威廉，西班牙属尼德兰总督，在拉丁美洲做了一个报告，宝藏一开始转到维也纳的哈布斯堡家族手中，然后在1665年作为礼物送给路易十四。它保存在皇家图书馆（现在的法国国家图书馆）。拿破仑对希尔德里克的宝藏很感兴趣，用蜜蜂纹章代替了卡佩王朝的百合图案。
希尔德里克的宝藏中有80公斤的黄金物品在1831年11月5至6日晚上从皇家图书馆被盗。两个金蜜蜂在塞纳的几个房间被发现，金子的部分已被熔走，剩余的部分被甩在那儿。今天那些在发现时就附在上面的精美雕刻依然保留，而一些哈布斯堡王朝的仿品也保存下来。不过一些残件被发现并转到内阁国家图书馆。利奥波德给路易十四的捐赠物品清单于1978年公开，它可以让你知道那桩窃案。

### 墓中的考古发现
发掘清单中有三个子类：希尔德里克本人的武器、服饰，以及马具。墓室的相邻的部分可能是女性墓，也许主人就是他的妻子巴西娜。

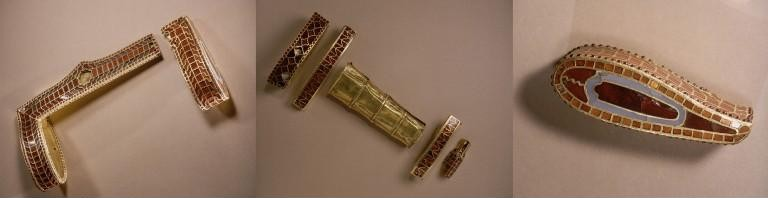
希尔德里克王所佩大刀的部件。 BNF, Gallica.

服装和配饰中，留下来的有一条金腰带扣、一对鞋环，战袍肩部的十字形金搭扣，他自己的印戒，一枚金戒指、一个纯金的手镯和扣钱包。还有国王的武器：长矛、战斧、长剑和法兰克大刀。最近发现两个位于紧邻希尔德里克墓的马群的墓葬，据推测是希尔德里克的战马和他一同埋葬。其中发现了马头骨和马具。 30个金蜜蜂使马具显得很有生气，因为他们配的是皮革而不是布料。
最后国王遗骸附近发现的一个较小的头盖骨以及一些女性饰品引发了关于附近可能的女性墓葬的讨论，那说不定就是他的妻子巴西娜。不过墓中发现的女性饰品数量不多，因此这个假说也就不那么牢靠，不过不排除墓葬曾经被盗或者搜索不够彻底的可能。

### 对文物的解释
分析结果显示这些宝物受到多重影响。希尔德里克很坦率，像任何一个领导者一样，他的墓包含了大量的武器，包括著名的法兰克大刀和长剑。十字形金搭扣和印戒都是罗马政府的政要所使用的装束，即使希尔德里克的戒指受到法兰克传统的影响，如长头发。超过一百枚金币被发现，很大程度是受命於拜占庭皇帝芝诺而铸造的。皇家所筹集的这笔资金有利于法兰克人更好的受到总督管理。一些武器装饰元素打上了拜占庭的印记。日耳曼人的影响出现在葬礼的排场与坟墓坑附近的马，和场中的众多的金手镯上。最后多瑙河文化影响了墓中的家具和床。值得注意的是，有大量的白银器物，石榴石、装饰彩瓷板和武器分段装饰扣。多瑙河式样的皇家用品中也有相似的影响，融汇了匈奴、哥特、奄蔡和萨尔马提亚的风格。
国王墓的出土文物显示了这位国王试图融合异教文化和日耳曼-罗马文化。希尔德里克一世的长处是他是唯一不加入阿里乌教派的国王，这可以吸引地方精英的注意，以及团结那些希望比其他蛮族地区更容易引入天主教的主教。

## 配偶与子女
希尔德里克与图林根的巴西娜结婚，生有一子三女：
- 克洛维一世（466年—511年）
- 奥多芙勒德（469年—？）
- 奥多芙勒达（470年—534年）
- 蓝蒂尔德（471年—508年）

## 脚注及参考
1. ↑  L'anneau original a disparu lors du vol de 1831. Description du sceau : buste du roi, vu de face, les cheveux longs jusqu'aux épaules, partagés par une raie médiane. Il est cuirassé, le paludamentum sur l'épaule gauche, et tient une lance de la main droite. Inscription : « Childerici Regis ».
2. ↑  Marie-Thérèse Morlet, Les noms de personnes sur le territoire de l’ancienne Gaule du VIe au XIIe siècle, Paris, CNRS, t. I (les noms issus du germanique continental et les créations gallo-germaniques), 1968, p. 131a. — Cet ancien nom de personne germanique, très répandu, est également attesté plus tardivement sous les variantes Heldricus, Hilderichus, Hildericus, Hildrich, Hildricus, Hiltirich, Hiltrih, etc. (ibid.).
3. ↑  B., Dumézil. . L’Histoire. November 2010, 358: 44.
4. ↑  Grégoire de Tours, Libri historiarum, B. Krush et W. Levison, M.G.H, Scriptores rerum Merovingicarum, 1,1, Hanovre, 1951 traduction française R. Latouche, , Paris, Les Belles Lettres, 1963
5. ↑  Annales Sancti Albini Andegavensis, Chroniques des églises d'Anjou [Texte imprimé], Paris, MM. Paul Marchegay et Émile Mabille, 1869 (écrites à l'abbaye Saint-Aubin d'Angers).
6. 1 2  (James 1988，第11頁)
7. 1 2  (James 1988，第9頁)
8. ↑  HYdacey, Chroniques : (Sources chrétiennes, 219), Paris, éditions du Cerf, 1974
9. ↑  Marius d'Avenches, Chroniques (455-481) [archive], texte original et traduction. Oeuvre numérisée et traduite par Marc Szwajcer.

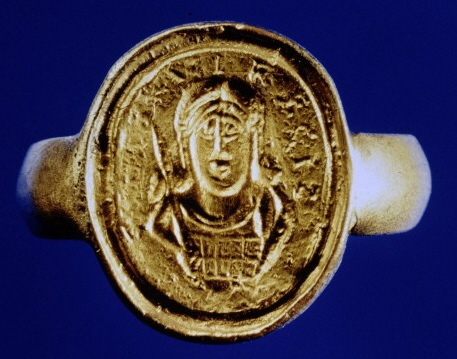
1683年在图尔奈希尔德里克王墓穴中发现的印戒的副本。现藏法国国家图书馆。

10. 1 2  Michel Kazanski et Patrick Périn, « Le mobilier de la tombe de Childéric Ier ; état de la question et perspectives », Revue archéologiques de Picardie, no 3-4, 1988, p. 20-26
11. 1 2  Leguay 2002, p. 93-94
12. ↑  Inglebert 2009, p. 62
13. ↑  Inglebert 2009, p. 95
14. ↑  Inglebert 2009, p. 106-107
15. ↑  Inglebert 2009, p. 108
16. ↑  Vidal-Lablache, Atlas général d'histoire et de géographie, 1894
17. 1 2  Grégoire de Tours, Liber Historiarum, vol. livre II
18. 1 2  (Rouche 1996，第13頁)
19. 1 2 3  Karl Ferdinand Werner, « De Childéric à Clovis : antécédents et conséquences de la bataille de Soissons en 486 », Revue archéologique de Picardie, vol. 3, no 1, 1988, p. 4
20. ↑   K.-F. Werner, Les origines, Paris, Fayard, 1984, p. 286
21. ↑  (Rouche 1996，第187頁)
22. ↑  (Rouche1996，第186頁)
23. ↑  (Rouche1996，第138頁)
24. 1 2  (Rouche1996，第191-192頁)
25. ↑  F Bertout de Solières, Les fortifications de Paris à travers les âges
26. ↑  Rouche1996, p. 189
27. ↑  Cette s'appuie sur le témoignage du Liber Historiæ Francorum qui attribue un durée de vingt quatre ans pour le règne de Childéric et en considèrent un début de règne en 457 ou 458.
28. ↑  Christian Settipani, La Préhistoire des Capétiens (Nouvelle histoire généalogique de l'auguste maison de France, vol. 1), éd. Patrick van Kerrebrouck, 1993 (ISBN 2-9501509-3-4), p. 53-4.
29. ↑  Jean Benoît Désiré Cochet, Le tombeau de Childéric Ier, Paris, 1859
30. ↑  Jean-Jacques Chifflet, Anastasis Childerici Francorum regis : Officina Plantiniana, Anvers, 1655. Conservé à la Bibliothèque de Tournai.
31. ↑  Michel Rouche, Attila, Fayard, 2009, p. 275
32. ↑  Colette Beaune, Naissance de la nation France, vol. III : Le roi, la France et les Français, Gallimard, coll. « Folio histoire », « Les lys de France », p. 324.
33. ↑  Jean-Jacques Chifflet, Diverses gravures sur des objets du tombeau de Childéric
34. ↑  Un point sur l'historiographie concernant les recherches sur la tombe et le détail de l'inventaire enrichi de planches de Jean-Jacques Chiflet sont contenus dans Michel Kazanski et Patrick Périn, « Le mobilier de la tombe de Childéric Ier ; état de la question et perspectives », Revue archéologiques de Picardie, no 3-4, 1988, p. 13-38
35. ↑  R. Brulet, « Archéologie du quartier Saint-Brice à Tournai », catalogue de l'exposition, Tournai, mars 1986
36. ↑  Raymond Brulet (Pr.), Gérard Coulon, Marie Jeanne Ghenne-Dubois et Fabienne Vilvorder, « Le mobilier de la tombe de Childéric Ier ; état de la question et perspectives », Revue archéologiques de Picardie, no 3-4, 1988, p. 39-43
37. ↑  Geneviève Bührer-Thierry et Charles Mériaux, 481 : la France avant la France, Paris, Belin, 2010, p. 65-69
38. ↑  Leguay 2002, p. 95

#### 原始文献
- Grégoire de Tours, Histoire des francs
- Marius d'Avenches, Chroniques (455-481), Clermont-Ferrand, Éditions Paleo, 2008
- Hydace, Chroniques : Sources chrétiennes, 219, Paris, éditions du Cerf, 1974

#### 书籍和期刊论文
- Jean-Jacques Chifflet, Anastasis Childerici Francorum regis : Officina Plantiniana, Anvers, 1655
- Hervé Inglebert, Atlas de Rome et des Barbares, IIIe ‑ VIe siècle, Paris, Éditions Autrement, 2009
- Edward James, « Childéric, Syagrius et la disparition du royaume de Soissons », Revue archéologique de Picardie, vol. 3, no 4, 1988.
- Stéphane Lebecq, Les origines franques Ve ‑ IXe siècle, Paris, éditions du Seuil, 1990
- Jean-Pierre Leguay, L'Europe des États Barbares Ve ‑ VIIIe siècles, Paris, Belin, 2002
- Michel Rouche, Clovis, éditions Fayard, 1996
- Karl Ferdinant Werner, « De Childéric à Clovis : antécédents et conséquences de la bataille de Soissons en 486 », Revue archéologique de Picardie, vol. 3, no 1, 1988.
- Gildas Salaün, Arthur Mac Gregor et Patrick Périn, « Empreintes inédites de l'anneau sigillaire de Childéric Ier : état des connaissances », Antiquités Nationales, no 39, 2008

| 希尔德里克一世墨洛温王朝出生于：440年逝世於：481年6月26日 | 希尔德里克一世墨洛温王朝出生于：440年逝世於：481年6月26日 | 希尔德里克一世墨洛温王朝出生于：440年逝世於：481年6月26日 |
| --------------------------------------------------------- | --------------------------------------------------------- | --------------------------------------------------------- |
| 前任者： 墨洛维                                           | 萨利昂法兰克国王 457年—481年6月26日                       | 繼任者： 克洛维一世                                       |